# Huia cavitympanum
Huia cavitympanum – gatunek płaza bezogonowego z rodziny żabowatych (Ranidae).

## Taksonomia
Gatunek po raz pierwszy zgodnie z zasadami nazewnictwa binominalnego opisał w 1893 roku belgijsko-brytyjski zoolog George Albert Boulenger w artykule poświęconym nowym gatunkom gadów i płazów bezogonowych odłowionych na Borneo, opublikowanym w czasopiśmie Proceedings of the Zoological Society of London. Autor umieścił nowo opisany takson w rodzaju Rana i nadając mu epitet gatunkowy cavitympanum. Miejsce typowe to „Kina Balu”, Sabah, Borneo, Malezja. Holotyp to samiec (sygnatura BMNH Amphibians 1947.2.4.16 (dawniej 1893.5.30.26)) ze zbiorów Muzeum Historii Naturalnej w Londynie. Jedyny przedstawiciel rodzaju Huia, który zdefiniował w 1991 roku chiński herpetolog Yang Datong.

### Etymologia
- Huia: Shu-qin Hu, chiński herpetolog[11].
- cavitympanum: łac. cavum, cavi ‘dziura, otwór’, od cavus ‘dziura’[12]; tympanum ‘bęben’, od gr. τυμπανον tumpanon ‘bęben’[13].

## Rozmieszczenie geograficzne
H. cavitympanum występuje endemicznie na Borneo.

## Morfologia
Długość ciała samic 75–80 mm, samców 42–52 mm.